# Robbie Mooiweer

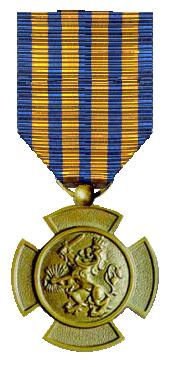
Bronzen Leeuw

Karel Christiaan (Robbie) Mooiweer (Bloemendaal, 14 april 1923 – 1971) was een Nederlandse verzetsstrijder tijdens de Tweede Wereldoorlog.

## Engelandvaarder
Mooiweer werd in Londen opgeleid tot agent van het Bureau Inlichtingen (BI). Het BI werkte nauw samen met de Engelse Secret Intelligence Service (SIS). Na zijn opleiding tot radiotelegrafist was hij gereed om boven bezet Nederland te worden geparachuteerd.

## Opdracht
Hij had de opdracht om het radiocontact te verzorgen tussen de Groep Albrecht en het BI in Londen en in Eindhoven. Daarnaast werd hij door het BI ingezet om collega-radiotelegrafisten die in bezet Nederland werkzaam waren te ondersteunen.

## Terug naar bezet Nederland
In de nacht van 5 op 6 juni 1944 werd Mooiweer samen met de agent Frans Dijckmeester in de omgeving van Waardenburg, boven Gelderland geparachuteerd. Dit ging niet geheel volgens plan, want het RAF-vliegtuig werd door twee zoeklichten gevonden, dus de springers moesten er zo snel mogelijk uit, en de piloten moesten daarna ontsnappen. Mooiweer landde ergens in Brabant, een aantal kilometers van het geplande pinpoint.

### Seinpost in de Jannezand polder (Biesbosch)
Na zijn landing stelde hij zich in verbinding met de agent Tony Visser, die opdracht had om het radiocontact te verzorgen tussen Groep Albrecht en het BI in Londen. Tijdens zijn landing was zijn radiozendontvanger defect geraakt. In de Jannezandpolder in de Biesbosch, in een pompstation van Rijkswaterstaat, had Visser een seinpost ingericht. Door gebrek aan verbindingsmiddelen stapelden de berichten, die hem door de koeriers van Groep Albrecht werden aangeleverd, zich op.

Mooiweer leverde bij Visser een nieuwe radiozendontvanger af. Hij was hem behulpzaam bij het verwerken van het grote aanbod inlichtingen die door de Groep Albrecht werden aangeleverd.

### Seinposten in Rotterdam en Boskoop
Toen op 5 september 1944 de seinpost uit veiligheidsoverwegingen naar Rotterdam werd overgeplaatst doken Mooiweer en Visser tijdelijk bij de politie inspecteur K.C.H. de Pous in Rotterdam onder. De Pous was bij Groep Albrecht de leider van het district Rotterdam. Vanuit wisselende seinadressen in Rotterdam werd het berichtenverkeer hervat. Toen het onuitvoerbaar leek om zich met de zendinstallatie steeds door Rotterdam te verplaatsen namen de agenten het besluit om vanuit de woning van De Pous te gaan zenden.
Het aanbod van de berichten was dermate groot dat soms zeven uur per dag diende te worden geseind om de stapel berichten te kunnen verwerken. Uit veiligheidsoverwegingen liet De Pous zijn politiecollega's in de buurt van zijn huis surveilleren. Ze moesten waarschuwen indien er peilwagens aankwamen. Na verloop van tijd werd de situatie in Rotterdam te gevaarlijk. Als gevolg daarvan verplaatsten de agenten zich met hun seinpost naar Boskoop. Visser had inmiddels hulp gekregen van een lokale marconist. Mooiweer nam het besluit om elders in het land steun te gaan verlenen.

### Zendgroep Oost
Eind september 1944 ging Mooiweer samenwerken met de agent Ben Buunk. Deze was werkzaam voor de Radiodienst van de Raad van Verzet. Na oorspronkelijk eerst in de Biesbosch, Dussen, Het Gooi, Rotterdam en andere plaatsen in de provincies Zuid-Holland en Utrecht werkzaam te zijn geweest verplaatste Buunk, eind september 1944, zijn seinpost naar Vroomshoop in Overijssel. Mooiweer was Buunk hierbij behulpzaam. Samen met Buunk richtte hij op diverse plaatsen in Twente en Overijssel seinposten in. Hij leidde enkele lokale radiotelegrafisten op en hij legde samen met Buunk de basis voor de Zendgroep Oost van de Radiodienst van de Raad van Verzet.
Toen Buunk met zijn seinpost was geïnstalleerd nam Mooiweer het besluit om door de linies naar Eindhoven terug te reizen om bij het BI in Eindhoven rapport uit te kunnen brengen. Hij meldde zich op 28 november 1944 terug bij het BI in Eindhoven. Tijdens de radiocontacten met het BI maakte hij gebruik van de codenamen Jack, Kikkerdril, Robbie van Veen en Hein. Tijdens zijn contacten in het veld gebruikte hij de schuilnaam F.P.J. van der Zee.

## Tweede uitzending
Toen de nood aan de man was werd Mooiweer voor een tweede opdracht naar bezet Nederland uitgezonden. In de nacht van 30 van 31 december 1944 werd hij samen met de agent Frederik Johannes Hoogewooning, in de omgeving van Zwammerdam, boven Zuid-Holland geparachuteerd. Een klein ontvangstcomité bestaande uit leden van de Knokploeg van Boskoop zorgde voor de opvang van de agenten. Bij de landing maakte een van de containers een harde landing op de bevroren ondergrond, waarbij een radioset werd vernield. De drie overige radiosets bleven intact en waren bestemd voor de Groep Albrecht. Eén radioset bestemd voor binnenlands berichtenverkeer met het BI in Eindhoven. De andere twee waren bestemd om politieke en economische inlichtingen door te seinen aan het BI in Londen. Naast de verbindingsmiddelen had Mooiweer uit Londen een geldbedrag voor Groep Albrecht meegekregen, bestemd om het verzet in de noordelijke provincies te financieren. Mooiweer reisde naar zijn contactpersoon van Groep Albrecht in Boskoop om het geldbedrag en de radiosets over te dragen.

### Moeilijke werkomstandigheden
Vanaf begin januari 1945 werden voor de agenten die voor het BI in bezet Nederland werkzaam waren de werkomstandigheden steeds moeilijker en gevaarlijker. De terreur van de Duitse bezetter nam toe. De burelen van de Sicherheitsdienst (SD), in de bezette provincies, breidden zich met hele garnizoenen zwaar bewapende en technisch goed geoutilleerde Polizisten uit. Nachtelijke invallen, massale arrestaties en executies, meestal van gijzelaars in gevangenissen die met een bepaalde verzetsdaad niets hadden uit te staan, behoorden tot de dagelijkse routine. Gewoonlijk lieten de Duitsers de geëxecuteerden, ter waarschuwing en afschrikking, langs de openbare weg liggen.
De bevolking in bezet Nederland bestond voornamelijk nog uit vrouwen, kinderen en onderduikers. Er was een groot gebrek aan gas, brandstof, elektriciteit en medicamenten. Daarnaast leden de meeste mensen honger. Het Nederland van boven de grote rivieren begon veel weg te krijgen van een groot gevangenkamp waarin drie en een half miljoen mensen langzaam de hongerdood dreigden te sterven. De strenge winter maakte de levensomstandigheden nog moeilijker.

### Seinposten achter de IJssellinie
Eind januari 1945 verplaatste Mooiweer zich per fiets langs de controles van de IJssellinie. In een boerderij in Zwollerkerspel had de agent Max Smid een seinpost ingericht. Mooiweer bracht een bezoek aan Smid en hij overhandigde hem kristallen en een nieuw zendplan. Tijdens zijn bezoek aan Smid kwam er een kink in de kabel. Er brak een verwoed vuurgevecht uit tussen Duitsers en leden van de Knokploeg uit Zwollerkerspel. Een explosie in de bakkerij naast het onderduikadres van Smid bracht aan het licht dat er in de bakkerij een illegale drukpers was verborgen. Mooiweer en Smid sloegen op de vlucht. Ze zochten in de omgeving van Heino een veilig onderduikadres.
Mooiweer en Smid namen het besluit om militaire inlichtingen te verzamelen die direct voor de oprukkende geallieerde troepen van nut zouden zijn. De inlichtingen werden hun aangeleverd door een koerierster van Groep Albrecht. Deze inlichtingen waren van direct belang voor opmars van het Canadese 1e Leger. Een paar dagen later begaven de beide agenten zich, met de Duitsers op de hielen, van seinpost naar seinpost. Ze trokken voor de Canadese troepen uit via Hoogeveen naar Vlagtwedde.
Tientallen telegrammen die van groot nut waren voor de geallieerden, inzake de militaire voorbereiding van de doorstoot naar de Achterhoek, werden door Mooiweer en Smid doorgeseind naar het BI in Eindhoven. Reeds ver voor de aankomst van Mooiweer was er in Overijssel en Salland een gevaarlijke periode aangebroken. Sinds 13 november 1944 had de SS-Werfer-Abteilung 500 in Overijssel een V2-raketlanceerbasis ingericht. Vanuit lanceerplaatsen in de omgeving van Hellendoorn en Dalfsen werden door de eenheid V2-raketten afgevuurd op allerlei voorkomende geallieerde doelen. De voornaamste doelen die onder vuur werden genomen waren de haven van Antwerpen en de Ludendorffbrug over de Rijn bij Remagen in Duitsland. De aanwezigheid van de Duitse eenheid had ertoe geleid dat de Radiodienst van de Raad van Verzet door een golf van arrestaties was getroffen. Ben Buunk, een collega waar Mooiweer nauw mee had samengewerkt, was op 10 februari 1945 op zijn onderduikadres in Vroomshoop door de SD gearresteerd. Mooiweer zette het goede werk van Buunk voort. Doordat de Radiodienst van de Raad van Verzet door de arrestaties zwaar was getroffen leidde Mooiweer een aantal lokale radiotelegrafisten op. Na een korte onderbreking waren de overgebleven medewerkers van de Zendgroep Oost in staat om het werk voort te zetten.
In de nacht van 23 op 24 februari 1945 werd Piet Bouman boven bezet gebied geparachuteerd. Mooiweer zorgde met enkele leden van KP voor zijn opvang bij Vriezeveen.
Bouman kwam met twee containers drie kilometer van zijn pinpoint veilig aan de grond. In de containers zaten vier radiosets bestemd voor Groep Albrecht. Mooiweer maakte Piet Bouman wegwijs. In maart 1945 trokken Mooiweer en Bouman van de ene plaats in Overijssel naar de andere. Ze werden voortdurend op de hielen gezeten door de SD. Daarnaast worstelden ze met accuproblemen. Als ze een kwartier hadden uitgezonden moesten de accu's van de radiosets weer worden opgeladen. Uiteindelijk hadden ze meer seintoestellen dan zendmogelijkheden.

### Provincie Groningen
Eind maart 1945 liet Mooiweer Bouman in Overijssel achter. Hij fietste voor de oprukkende geallieerde troepen uit naar de provincie Groningen. In Groningen regelde hij samen met leden van de plaatselijke KP, de opvang van de agenten Menco Rein Mulder, Harry Weelinck en Wim de Vries.
Van de leiding van de KP in Groningen vernam Mooiweer de details over het verraad van zijn collega Karel Mans. Hij hoorde over de gebeurtenissen die zich rond de Zendgroep Vuurtoren hadden afgespeeld. Enkele leden van de KP in de stad Groningen loerden op een kans om Mans te liquideren. Mooiweer wist dat te voorkomen.
Toen de geallieerden in april 1945 naar de provincie Groningen oprukten wist Mooiweer samen met medewerkers van Groep Albrecht te bewerkstelligen dat er een clandestiene telefoonverbinding naar het BI in Eindhoven tot stand kwam. In de laatste fase van de gevechtshandelingen op Nederlands grondgebied moesten alle beschikbare BI verbindingslijnen worden ingezet. Na de bevrijding van Nederland meldde Mooiweer zich op 5 mei 1945 terug bij het BI in Eindhoven. Tijdens de radiocontacten met het BI maakte hij gebruik van de codenamen Rumflesh, George en Robbie van Veen. Tijdens zijn contacten in het veld gebruikte hij de schuilnamen H. Stevens en F.P.J. van der Zee.

## Na de oorlog
Na de bevrijding trouwde Mooiweer met Lydia Stuurman. Ze emigreerden naar Australië waar ze hun achternaam wijzigden in Fairweather, en twee zoons kregen. Mooiweer werd er directeur van een textielbedrijf. Hij stierf aan een hartverlamming tijdens een zakenreis door Europa.

## Onderscheidingen
- Bronzen Leeuw, KB nr.8 van 30 augustus 1948
- Distinguished Conduct Medal, uitgereikt in Melbourne door de Gouverneur-Generaal van Australië in 1949[2]